# Ricberht dell'Anglia orientale
Ricberto (in inglese Ricberht; fl. VII secolo) sarebbe stato re dell'Anglia orientale dal 627 al 629 dopo l'assassinio di Eorpwald.
Fu forse un agente del re pagano Penda di Mercia, che si opponeva alla diffusione del Cristianesimo nelle isole britanniche.